# Lucas Lynggaard Tønnesen

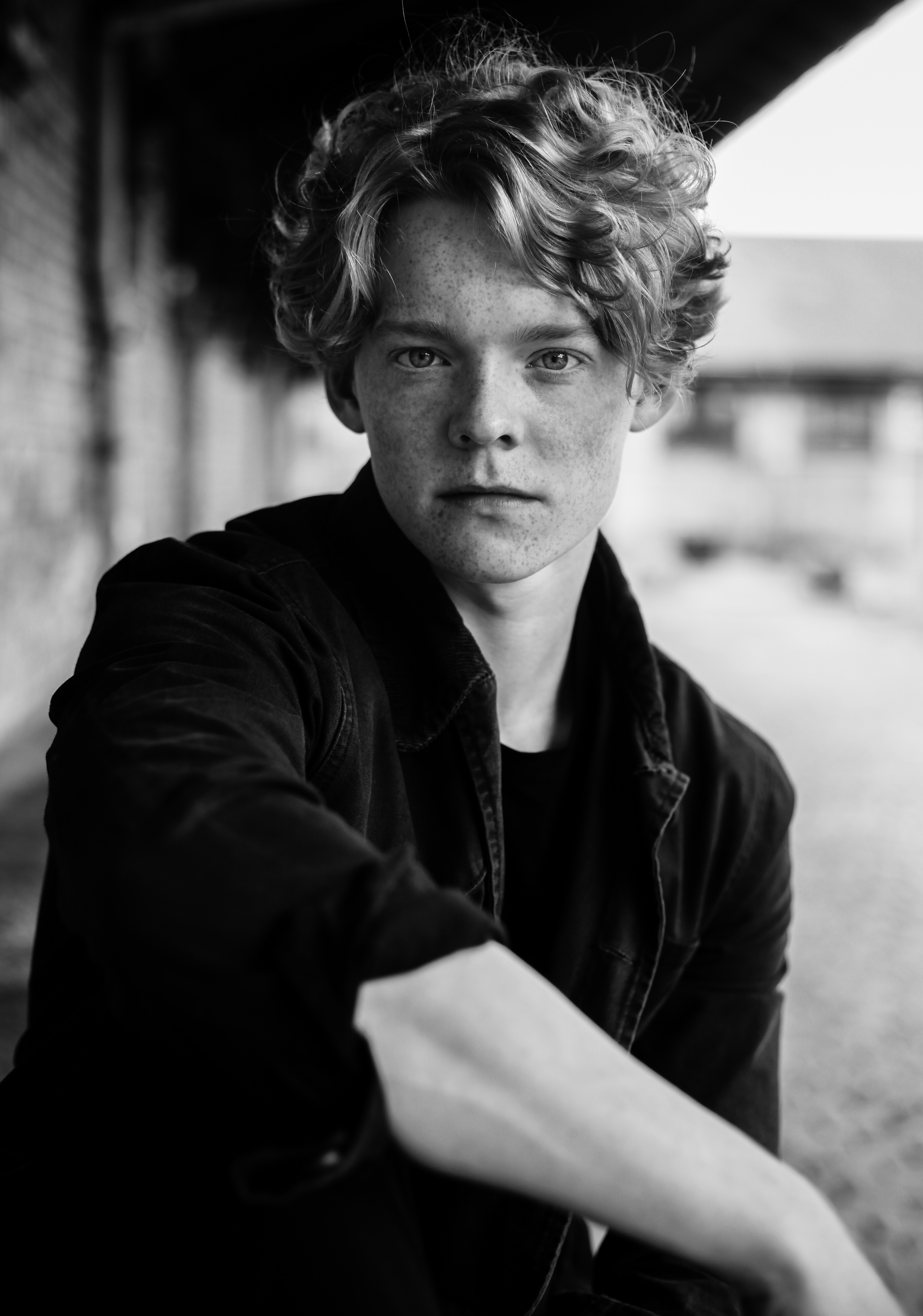
Lucas Lynggaard Tønnesen

Lucas Lynggaard Tønnesen (* 13. Juli 2000 in Frederiksberg) ist ein dänischer Schauspieler. Er erlangte durch seine Rolle in der dänischen Netflix-Serie The Rain Bekanntheit.
Bereits 2013 war Tønnesen im Film Erbarmen, in dem er noch als Kind Lasse spielte, und im Film Player in der Rolle von Casper Christensens Sohn Phillip zu sehen.
2022 spielte er in der vierten Staffel von Borgen den Sohn der Hauptfigur Birgitte Nyborg und wirkte in der Netflix-Serie 1899 mit.

## Filmografie

### Film
| Jahr | Titel     | Rolle                      | Bemerkungen |
| ---- | --------- | -------------------------- | ----------- |
| 2013 | Erbarmen  | Lars Henrik ‚Lasse‘ Jensen |             |
| 2013 | Player    | Philip                     |             |
| 2015 | I stykker | Oliver                     | Kurzfilm    |
| 2023 | Paradise  | Dr. Berg                   |             |

### TV-Serien
| Jahre     | Titel              | Rolle   | Bemerkungen   |
| --------- | ------------------ | ------- | ------------- |
| 2014      | Die Zeitfälscherin | Oliver  |               |
| 2018–2020 | The Rain           | Rasmus  | Netflix-Serie |
| 2022      | Borgen             | Magnus  | DR-Serie      |
| 2022      | 1899               | Krester | Netflix-Serie |

### Rolle im Theater
| Jahr | Titel           | Rolle  |
| ---- | --------------- | ------ |
| 2012 | Cirkus Summarum | Buster |